# Église de Martti
L'église de Martin (en finnois : Martinin kirkko) est une église située dans le quartier de Martti à Turku en Finlande,.

## Description
La paroisse de Martti est fondée en 1921.
L'église est inaugurée le 12 mars 1933 jour du 450e anniversaire de la naissance de Martin Luther qui lui a donné son nom.
Le bâtiment représentatif du style de la transition du classicisme nordique au fonctionnalisme est conçu par Totti Sora et Gunnar Wahlroos. 
Le retable représentant la crucifixion est peint par Einari Wehmas ja Karl Ingelius. 
L'œuvre réalisée a secco mesure 15 mètres de haut et 9,47 mètres de large.
La direction des musées de Finlande a classé l'église parmi les sites culturels construits d'intérêt national.

## Galerie

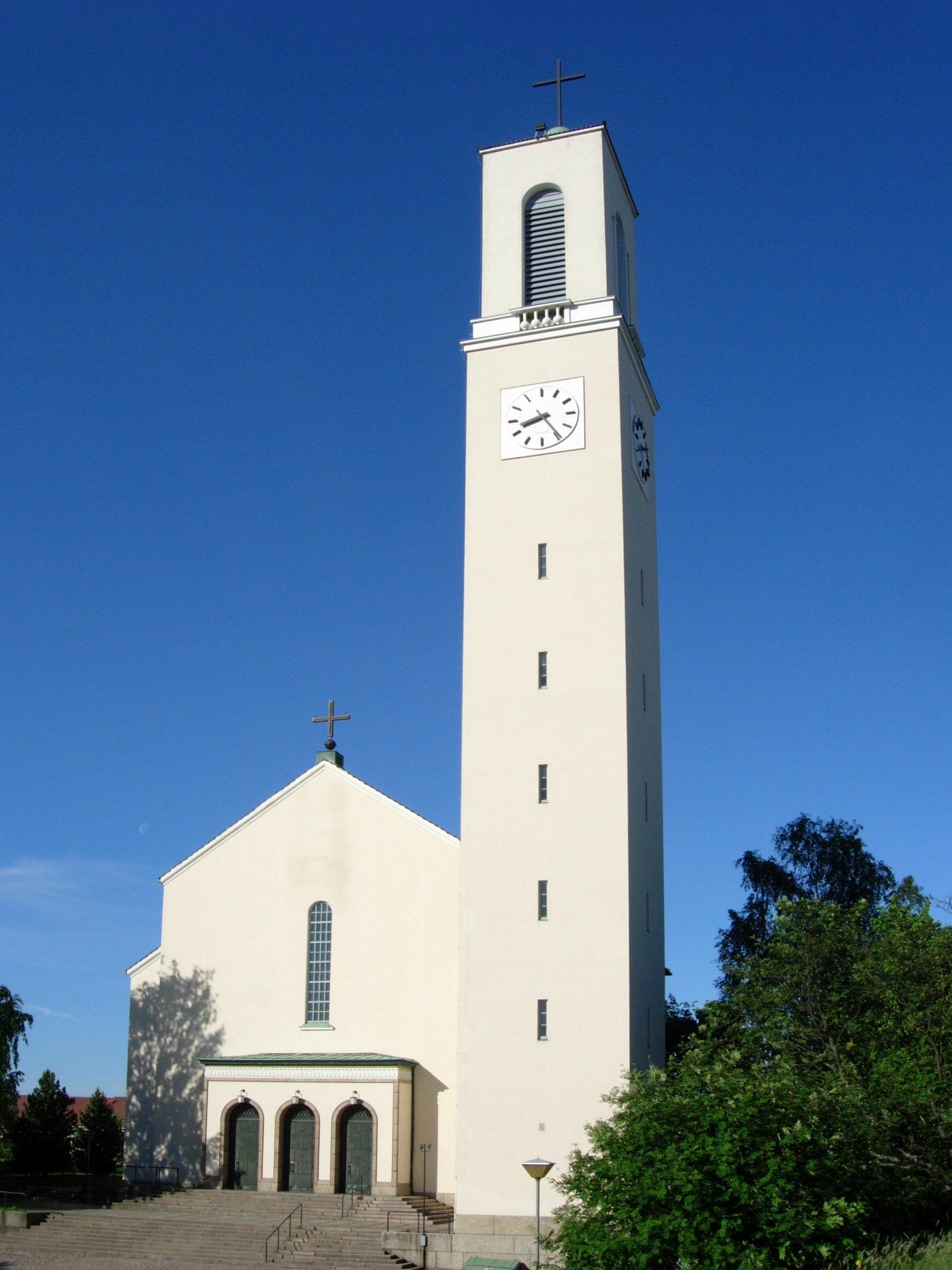
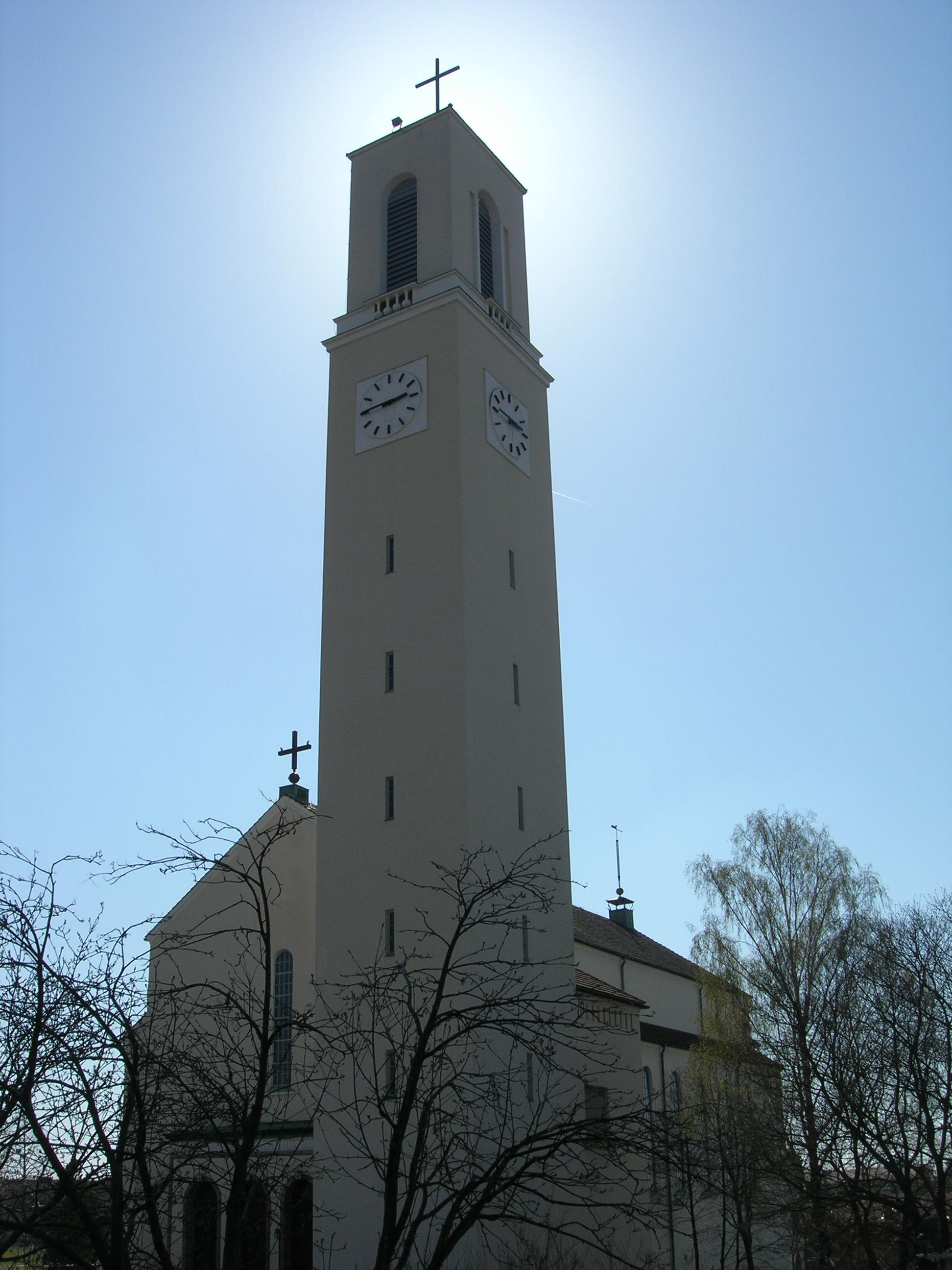
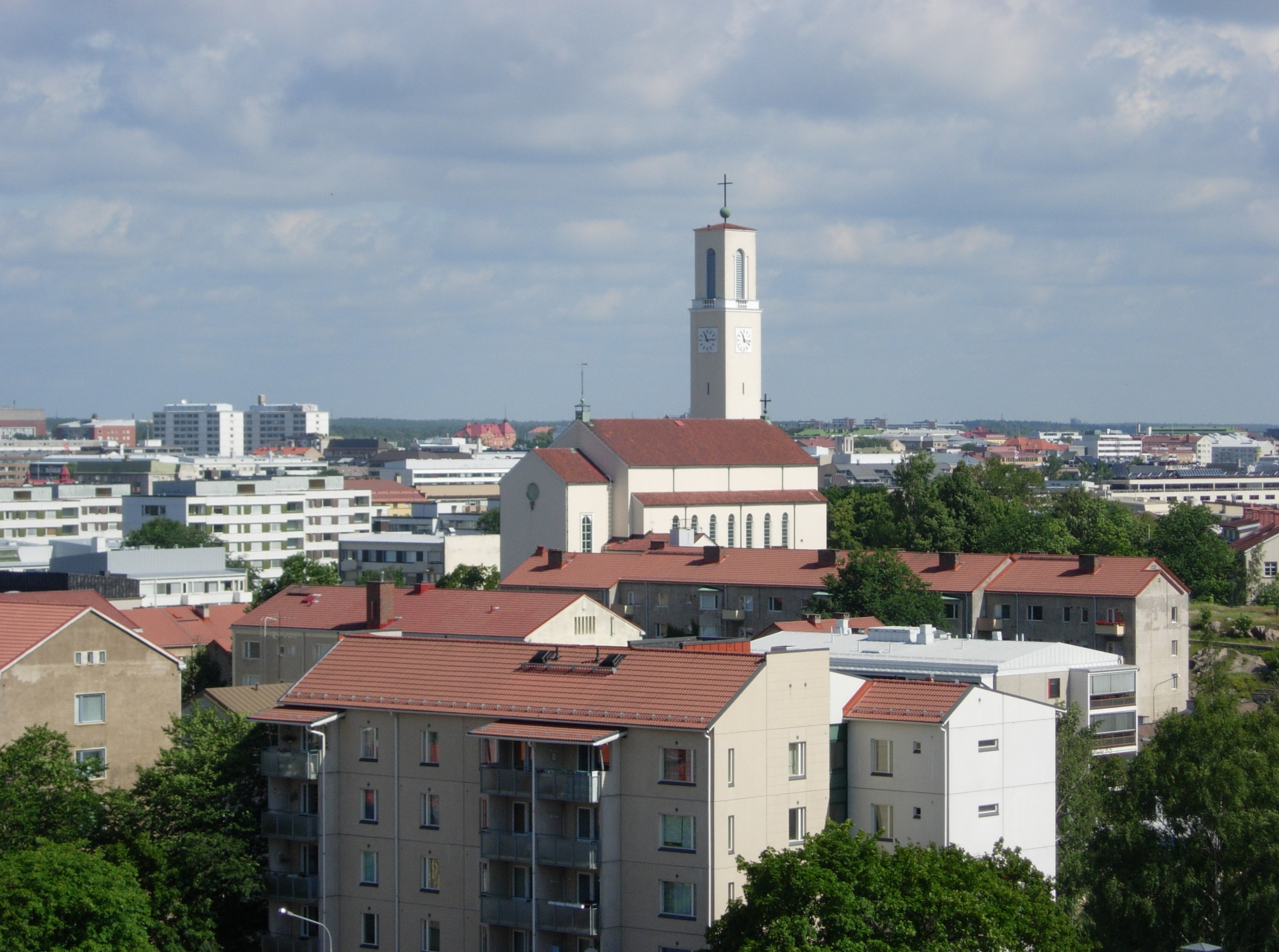
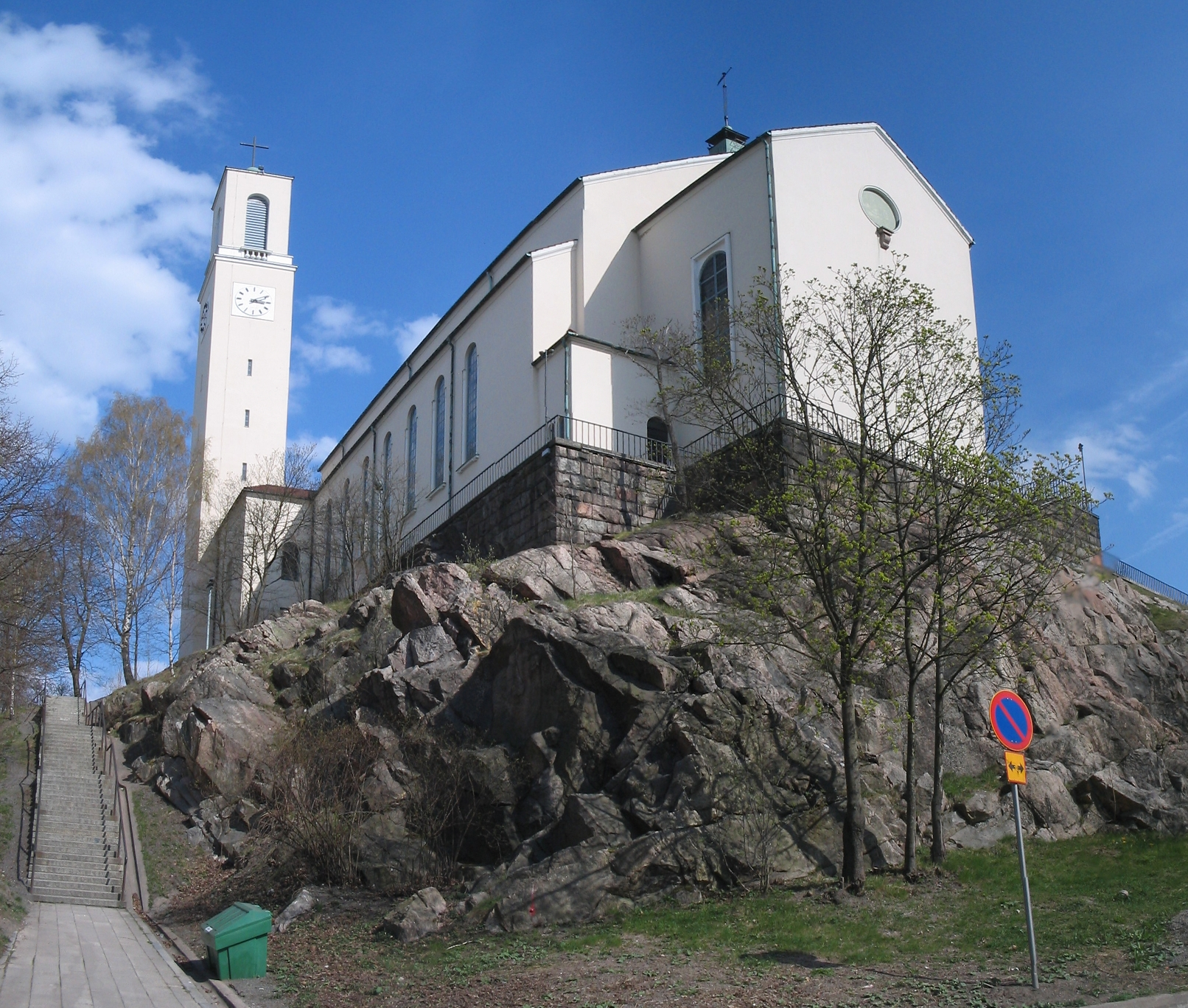